# 中田一郎
中田 一郎（なかた いちろう、1937年(昭和12年)3月1日 - ）は、日本の東洋史学者（西アジア・中東史）。中央大学名誉教授。

## 経歴
1963年、早稲田大学文学部を卒業し、同大学院西洋史学専攻博士課程を中退。ヒブルー・ユニオン・カレッジ大学院に留学し、1966年修士課程修了。コロンビア大学大学院博士課程を1974年に修了し、Ph.D を取得した。学位論文は『"Deities in the Mari Texts; Complete Inventory of All the Information on the Deities Found in the Published Old Babylonian Cuneiform Texts from Mari and Analytical and Comparative Evaluation Thereof with Regard to the Official and Popular Pantheons of Mari"』（マリから出土した古代バビロニアの神についてのテクストの分析）であった。
帰国後、中央大学文学部助教授に就いた。後に教授昇進。2007年に中央大学を定年退職し、名誉教授となった。その後は、2010年から2016年まで古代オリエント博物館館長を務めた。

## 受賞・栄典
- 2017年：第3回三笠宮オリエント学術賞を受賞。

## 著書
- 『メソポタミア文明入門』岩波ジュニア新書、2007
- 『ハンムラビ王』山川出版社・世界史リブレット、2014

### 翻訳
- 『古代オリエント資料集成 ハンムラビ「法典」』リトン、1999
- デニス・シュマント=ベッセラ『文字はこうして生まれた』小口好昭共訳 岩波書店、2008

## 参考
- ISBN 4005005586